# Criciúma
Criciúma es un municipio brasileño del estado de Santa Catarina. Tiene una población estimada al 2021 de 274 031 habitantes. Es la ciudad principal de la Región metropolitana Carbonífera, siendo el municipio más poblado del sur de Santa Catarina.
Es conocida por ser la capital brasileña del carbón y la cerámica, y el territorio alberga una de las mayores reservas minerales del país.

## Etimología
El nombre del municipio proviene de la especie de pasto Cresciuma, abundante en el lugar. Criciumaes el nombre de diversas gramíneas de los géneros Arundinaria y Chusquea, estas especies se pueden encontrar en la plaza Nereu Ramos, en el centro del municipio. En la lengua indígena local, el nombre Criciúma significa "bambú pequeño".

## Historia

### Orígenes y asentamiento
Domingos de Brito Peixoto, bandeirante portugués, fue el fundador de la villa Santo Antônio dos Anjos da Laguna en 1676, actual ciudad de Laguna. Este asentamiento de la Colonia de Brasil tenía como objetivos avanzar la colonización al sur de Brasil, y la vigilancia de los movimientos españoles en la región.
A medida que el asentamiento se extendía al sur, se encontraron registros de presencia humana del siglo XVIII en lo que hoy es Criciúma, pero estos indígenas no se establecieron en sus tierras.
Criciúma fue colonizada el 6 de enero de 1880 por inmigrantes del norte de Italia. Años después, en 1890, llegarían al territorio migrantes alemanes y polacos.

### Expansión
En 1982, Criciúma pasó a la condición de distrito de Araranguá. En 1914 la exportación del carbón contribuyó a un rápido crecimiento del distrito, coincidiendo como factor la demanda del mineral debido a la Primera Guerra Mundial. Este hecho dio a Criciúma el apodo de la Capital Brasileña del Carbón.
Criciúma se estableció como municipio el 4 de noviembre de 1925, siendo instalado el 1 de enero del año siguiente.
A partir de 1947,  la industria cerámica comenzó a desarrollarse en el municipio, asumiendo un papel de fundamental importancia en el contexto económico de la región, elevando a Criciúma como uno de los grandes polos productores mundiales.

## Deportes
El club de fútbol Criciúma Esporte Clube representa a la ciudad a nivel profesional. Otros clubes de la ciudad son el Esporte Clube Próspera y el Esporte Clube Metropol.

## Educación

### Universidades
- Universidad del Extremo Sur Catarinense: Universidade do Extremo Sul Catarinense (UNESC)[8]